# Gustav Tschermak
Gustav Tschermak (19. dubna 1836 v Litovli – 4. května 1927 ve Vídni) byl rakouský mineralog.

## Život

### Mládí
Narodil se v Litovli (u Olomouce) jako syn berního úředníka Ignáce Czermaka a do gymnázia chodil v Olomouci. Následně zahájil studia na univerzitě ve Vídni a pokračoval ve studiu na univerzitě v Heidelbergu a Tübingen v oboru mineralogie, kde získal doktorát. Vrátil se do Vídně, kde přednášel na univerzitě mineralogii a chemii.

### Kariéra
V roce 1862 byl jmenován zástupcem kurátora c.k. Dvorního mineralogického kabinetu (k.k. Mineralogischen Hof - Cabinet) a v roce 1868 se stal ředitelem tohoto kabinetu.. V roce 1873 byl jmenován řádným profesorem mineralogie a petrografie na Vídeňské univerzitě (Universität Wien), kde působil až do doby svého odchodu do penze (1906). V roce 1875 se stal řádným členem Vídeňské akademie věd (kaiserliche Akademie der Wissenschaften in Wien). Byl také povýšen do šlechtického stavu, čímž získal dědičný přídomek Edler von Seysenegg (šlechtic ze Seyseneggu), který mohou používat i jeho potomci. Stal se významnou osobností tehdejší mineralogie – byl prvním prezidentem Vídeňské mineralogické společnosti (Wiener Mineralogischen Gesellschaft) založené v roce 1901 a také čestným členem řady národních mineralogických společností včetně Ruské (Российское минералогическое общество).

### Rodina
Tschermak uzavřel manželství s o dva roky mladší dcerou univerzitního profesora botaniky a ředitele vídeňské botanické zahrady Eduarda Fenzla (1808–1879). Měli dva syny, z nichž jeden Armin Tschermak (1870–1952) se stal fyziologem a druhý Erich Tschermak-Seysenegg (1871–1962) botanikem a genetikem, a dceru Silvii (provdanou Hillebrandovou), po které v roce 1914 pojmenoval minerál silvialit.

## Dílo
- 1864 – publikuje princip izomorfismu způsobeného podvojnou substitucí (nazývané někdy také „tschermakovskou substitucí“) a objasňuje, že živcové plagioklasy jsou směsnými krystaly albitu NaAlSi3O8 (sodného živce) a anortitu CaAl2Si2O8 (vápenatého živce) dík nahrazování (substituci) dvojic (NaI + SiIV) za (CaII + AlIII).
- 1869 – vychází jeho spis Porphyrgesteine Österreichs aus der mittleren geologischen Epoche. Wien, K.K. Hof- und Staatsdruckerei, 1869. vi, 281 pp.
- 1871 – zakládá časopis pro mineralogicko-petrografická sdělení - jeden z nejstarších zemězpytných evropských časopisů, který od roku 1872 vychází jako "Tschermaks Mineralogisch-Petrographische Mitteilungen" (později Mineralogische Mittheilungen) a je předchůdcem dnešního časopisu Mineralogy and Petrology vydávaného nakladatelstvím Springer.
- 1884 – vychází jeho učebnice Lehrbuch der Mineralogie.(Wien, Hölder 1884), která v roce 1897 byla vydána po páté, v roce 1905 po šesté a roku 1923 dosáhla 9. („nezměněného“) vydání.
- 1885 – publikuje práci o mikroskopických vlastnostech meteoritů. Spolu s Gustavem Rose (1798-1873) a Aristidem Brezinou (1848-1909) se později stává autorem klasifikační soustavy meteoritů „Rose-Tschermak-Brezina“.

## Památka
Tschermak zemřel 24. května 1927 ve svých 91 letech. V nekrologu, který napsal Edward S. Dana (1849-1935) a který vyšel v časopise American Mineralogist jsou připomínány jeho studie v oblasti živců (1865), slíd (1878), chloritů (1890), a vermikulitů (1891). V roce 1928 připomněl Tschermakovu památku jeho žák Friedrich Bethe (1855-1931) v časopise Mineralogische Mitteilungen.
Na počest Tschermaka – mineraloga je jeden z minerálů nazván Tschermakit (koncový člen amfibolů – monoklinický vápenatý amfibol Ca2 [(Mg, Fe2+)3 Al2) (Si6 Al2) O22(OH)2 a město Vídeň pojmenovalo po něm ulici (Gustav Tschermak-Gasse), ve které dnes sídlí Indonéská ambasáda.